# Беатриса (роман)
«Беатриса» (Béatrix) — роман Оноре де Бальзака в трёх частях, рассказывающий о страсти провинциального юноши барона Каллиста де Геника к замужней маркизе Беатрисе де Рошфид. Создавался в 1838—1844 годах. Прототипами персонажей книги стали Жорж Санд, Ференц Лист и другие реальные деятели европейской культуры.

## Содержание
I. «Действующие лица». Геранд, 1836 год. Перед читателем разворачивается неторопливая картина провинциальной жизни в приморской Геранде, где живёт совершенно средневековая по духу, обедневшая, но крайне аристократичная семья де Геников, состоящая из старого барона (см. «Шуаны»), его супруги — ирландской дворянки Фанни, и их сына, молодого красавца Каллиста де Геника, которому примерно 21-22 года. Провинциальный покой нарушает прибытие в соседнее поместье его владелицы — 40-летней мадемуазель де Туш, которая прославилась как писательница, пишущая под мужским псевдонимом. Она привезла с собой любовника, журналиста Клода Вийона. Молодой Каллист каждый день пропадает у неё в гостях и влюблен в неё.
II. «Драма». Геранд, 1837. В поместье Туш приезжает подруга темноволосой владелицы, более молодая женщина — белокурая маркиза Беатриса де Рошфид, и её любовник, композитор Дженнаро Конти, ради которого маркиза несколько лет назад бросила мужа, сына и парижский свет. Каллист переносит свою страсть на неё, Мадемуазель Туш, жертвуя собой, из любви к юноше пытается ему помочь советами в завоевании сердца соперницы — но безуспешно. Беатриса отвергает его любовь и уезжает с Конти. Каллист, благодаря мадемуазель де Туш приобретает состояние и женится на юной Сабине, дочери герцога де Гранлье. Де Туш уходит в монастырь.
III. «Запоздалый роман». Париж, 1839—1840. Два года спустя Каллист с женой и новорожденным сыном живёт в Париже и вращается в кругах высшей аристократии. Неожиданно он встречается с Беатрисой, брошенной Конти, обедневшей и постаревшей, которая манипулирует им и вызывает прежнюю страсть, из-за чего он практически бросает жену. Юная Сабина обращается за помощью к матери — герцогине де Гранлье, которая, в свою очередь, призывает графа Максима де Трай — хитроумного денди. Де Трай, с помощью юного «принца богемы» графа Ла Пальферина (как и де Трай, ещё один сквозной персонаж цикла), ссорит возлюбленных, а также мужа Беатрисы с его любовницей — куртизанкой Орели. Супруги де Рошфид воссоединяются, как и Каллист с Сабиной.
К тексту "Беатрисы" примыкают два рассказа Бальзака "Принц богемы" и "Деловой человек", упоминаемые им прямо в тексте, их события пересекаются. По логике цикла следующим романом надо читать "Провинциальную музу" из-за пересечения персонажей и противопоставления истории.

## История создания
Роман, состоящий из трех частей, сильно отличающихся по стилю и темпу повествования, создавался и публиковался медленно, с 1838 по 1844 год.
Впервые Бальзак опубликовал I и II часть в виде фельетонов в газете «Сьекль» 13—26 апреля и 10—19 мая 1839 года. Оно было озаглавлено «Беатриса, или Вынужденная любовь» (Beatrix: Ou Les Amours Forces), разделялось на три части: «Былые нравы», «Современные нравы», «Соперничество» — и состояло из 27 небольших глав. Под конец того же года роман появился в книжных магазинах отдельным изданием.
В 1842 году Бальзак включил это произведение в 3-й том первого издания «Человеческой комедии», в «Сцены частной жизни», упростив название до «Беатриса» (с указанием: «Часть первая»). В этой публикации было упразднено деление на главы. Эта редакция романа соответствовала нынешним двум первым частям произведения — «Действующие лица» и «Драма».
III часть романа, действие которой переносится в Париж, была написана и опубликована после большого перерыва. Она печаталась в виде фельетонов в газете «Мессаже» с 24 декабря 1844 года по 23 января 1845 года под названием «Проделки добродетельной женщины». Задуманная в начале 1844 года как рассказ, затем отложенная, преобразованная в роман из-за договора, который обязывал Бальзака завершить его к 15 ноября, она не была начата до декабря. Бальзак писал мадам Ганской, что на написание у него уйдет восемь дней, но самом деле серию издаваемых в газете глав приходилось прерывать несколько раз, и она продолжалась до 24 января 1845 года. В 1845 году эта последняя часть вышла отдельным изданием под заглавием «Медовый месяц». В том же году она была включена Бальзаком в 4-й том первого издания «Человеческой комедии» под названием «Беатриса» (с указанием: «Последняя часть»). Эта часть соответствует нынешней третьей части произведения — «Запоздалый роман».

### Прототипы
Роман особенно известен тем, что для его второй части Бальзак использовал в качестве вдохновения реально существовавшие любовные истории:
- Мадемуазель Фелисите де Туш (писатель Камилл Мопен[4]) — Жорж Санд
- Журналист Клод Вийон, её возлюбленный — Жан Батист Гюстав Планш
- Композитор Дженнаро Конти — Ференц Лист
- Маркиза Беатриса де Рошрид — немецкая писательница Мари д’Агу, многолетняя возлюбленная Листа, мать его детей
- Сабина де Геник, ур. де Гранлье — поэтесса Дельфина де Жирарден[5], муж которой журналист Эмиль де Жирарден стал другим любовником Мари д’Агу.

Фигура баронессы Фанни де Геник вдохновлена отчасти возлюбленной Бальзака баронессой Гидобони-Висконти.
Однако персонажи книги и истории их взаимоотношений значительно изменены по сравнению с историческими событиями. В частности, мадемуазель де Туш по сравнению с Жорж Санд сильно «облагорожена» с точки зрения вольности личной жизни, «лишена» мужа и детей, зато приобрела значительное состояние и совсем иное, более «благородное» завершение творческого пути. Взаимоотношения Беатрисы и Конти значительно упрощены по сравнению с многолетним гражданским браком Листа и д’Агу. Беатриса, в отличие от прототипа, не занимается писательством, в конце книги её образ становится карикатурным, также изменена история её итоговых взаимоотношений с законным супругом.
В феврале 1838 года Бальзак провел неделю с Жорж Санд в Ноане. Они много говорили о женщинах, любви и браке. Санд рассказала ему об исходе истории любовной истории, начало которой знал весь Париж: о драматическом бегстве 11 мая 1835 года графини д’Агу, с великим пианистом Листом. После двух лет странствий по итальянским озёрам и Швейцарии Жорж Санд приняла их в качестве гостей в своем доме в Ноане и увидела подоплеку их взаимоотношений. Они начинали уставать от грандиозного парада своей любви. Санд описала Бальзаку постоянство, на которое они оба были обречены, Лист своим тщеславием обольстителя, д’Агу — тем, что единственный способ уменьшить её вину было сделать её вечной. «Они уже не любили друг друга, они знали это, но им запрещалось говорить об этом или даже допускать, чтобы об этом догадывались», пишет комментатор. Об этом же говорит первый вариант названия романа, позже отвергнутый Бальзаком: «Галерные рабы, или Любовь по принуждению». Сама Санд не захотела написать роман на этот сюжет, пишет Моруа в биографии Бальзака, чтобы не ссориться с Листом. Бальзак при этом в тексте выводит и собственно Санд, причем ссылаясь на её произведение, как на опасную ролевую модель: «юноша читал „Индиану“, первое произведение знаменитой соперницы Камилла Мопена; там описывался молодой человек чудесной души, обожающий свою даму и преданный ей до гроба, а та, подобно Беатрисе, находилась в ложном положении. Какой роковой образец для него, Каллиста!»
В третьей, парижской части романа Бальзак использовал другие источники вдохновения. Здесь он был вдохновлен несчастьями Дельфины де Жирарден, муж которой изменил ей через несколько месяцев после свадьбы с той же Мари д’Агу. Бальзак специально расспрашивал её об этом периоде её брака, причем проводил с ней так много времени, что та решила, что он за ней ухаживает. Таким образом, писатель Эмиль де Жирарден отчасти становится прототипом женатого Каллиста, а его жена — Сабины, однако оба они также «утрачивают» писательское ремесло.
Вероятно, была и другая реальная история, вдохновившая уютную жизнь Артура де Рошфида с его пухлой 37-летней любовницей, по предположению одного из комментаторов — собственная ситуация сожительства Бальзака с экономкой мадам де Брюньоль, могла натолкнуть Бальзака на некоторые идеи. Также фигура Беатрисы в III части, возможно, вдохновлена Элен де Валет, доставлявшей неприятности Бальзаку, женщиной, в которой «жестокость взяла вверх над кокетством».
Материал для натурных описаний Бальзаку дало его путешествие в Геранду, которое он совершил в 1830 году в обществе Лоры де Берни.

## Анализ
По мере чтения книги становится ясно, что автор относится к Беатрисе как к безусловно отрицательному персонажу. Вскрывается и выбор её имени: при знакомстве Каллиста с ней Бальзак пишет, что она стала для него тем же, что Беатриче для Данте. Учитывая, что его цикл нарочно называется «Человеческая комедия» как противопоставление дантовской «Божественной комедии», это же противопоставление можно увидеть и в имени героини.
За время развития сюжета меняется и фигура главного героя: «Падение Каллиста, трусость его чувственной любви, эта трансформация и этот крах благородного по природе существа составляют самую загадочную часть романа. Эта деградация, по словам Жюльена Грака, является наказанием, которое „вытекает из самого акта длительного греха“. И он видит в этой депрессии и этой печали отголосок наказаний, которые Данте выдумал для своих окаянных».

## Переводы
На русском языке роман существует в двух вариантах: дореволюционном А. В. Погожевой (1896) и советском Н. М. Жарковой, существующем в двух редакциях (1957 и 1960):
- Беатриса. Роман. Пер. А. В. Погожевой. СПб., Пантелеев, 1896. 272 с. // В кн.: Бальзак О. Собр. соч. В 20-ти т. Т. 5.
- Беатриса. Пер. H. М. Жарковой.// В кн.: Бальзак О. Собр. соч. В 15-ти т. Т. 2. Человеческая комедия. Сцены частной жизни. [Пер. под ред. Е. А. Гунста]. М., 1957, с. 287—624.
- Беатриса. Пер. Н. Жарковой.// В кн.: Бальзак О. Собр. соч. В 24-х т. Т. 4. Человеческая комедия. Этюды о нравах. Сцены частной жизни. [Ред. И. А. Лилеева]. М., 1960, с. 171—515

| Оригинал | 1896 | 1960 |
| --- | --- | --- |
| Certes, Claude Vignon offre des mystères à deviner. D’abord il est très-simple et très-fin tout ensemble. Quoiqu’il tombe avec la facilité d’une courtisane dans les excès, sa pensée demeure inaltérable. Cette intelligence, qui peut critiquer les arts, la science, la littérature, la politique, est inhabile à gouverner la vie extérieure. Claude se contemple dans l’étendue de son royaume intellectuel et abandonne sa forme avec une insouciance diogénique. Satisfait de tout pénétrer, de tout comprendre, il méprise les matérialités; mais, atteint par le doute dès qu’il s’agit de créer, il voit les obstacles sans être ravi des beautés, et à force de discuter les moyens, il demeure les bras pendants, sans résultat. C’est le Turc de l’intelligence endormi par la méditation. La critique est son opium, et son harem de livres faits l’a dégoûté de toute œuvre à faire. Indifférent aux plus petites comme aux plus grandes choses, il est obligé, par le poids même de sa tête, de tomber dans la débauche pour abdiquer pendant quelques instants le fatal pouvoir de son omnipotente analyse. | Клод Виньон вообще очень загадочная личность. Во-первых, он и прост, и хитер одновременно. Хотя он, точно куртизанка, способен предаваться всяким излишествам, но способность мыслить никогда не покидает его. Люди с таким направлением умственного развития, при всем своем таланте критически разбирать искусство, науку, литературу, политику, не способны заботиться об условиях своей жизни. Клод вечно погружен в царство мысли и относится к своей внешности с беспечностью Диогена. Довольствуясь тем, что он все постигает, он презрительно относится к материальным вещам; но едва только он собирается создать что-нибудь, как его начинает обуревать сомнение, он, не замечая красот, видит одни препятствия и только раздумывает, как бы приступить к делу, так что в результате не двинет пальцем. Он своего рода турок; его ум находится в полудремоте от вечных мечтаний; критика — его опиум; гарем уже написанных другими книг внушил ему отвращение к собственному творчеству. Будучи совершенно равнодушен как к важным, так и к ничтожным вещам, он, благодаря весу мозга, неминуемо должен предаться разгулу, чтобы хотя на несколько мгновений отрешиться от рокового тяготения своего всемогущего анализа. | Конечно, Клода Виньона не так-то легко разгадать. Он очень прост и в то же время очень сложен. Хотя Клод изменчив, как куртизанка, разум его непоколебим. Этот ум может одинаково тонко разбираться в искусствах, науках, литературе, политике, но беспомощен в житейских делах. Сам Клод смотрит на себя сквозь призму своего незаурядного интеллекта и посему относится к внешней стороне своей жизни с чисто диогеновской беспечностью. С него довольно его проницательности, его способности все понимать, и он презирает вопросы материальные; но когда нужно создавать, его тут же охватывают сомнения, он видит только препятствия, не замечая красоты созидания, и так долго выбирает средства, что в конце концов теряет возможность действовать, опускает руки. Это ум, погруженный в чисто турецкую пассивность, дремотный и мечтательный. Критика — его опиум, книги — его гарем, и именно это внушило ему отвращение к действию. Равнодушный ко всему на свете, к малому и к великому, он вынужден временами предаваться разгулу, чтобы скинуть на минуту бремя мысли, отречься хотя бы на мгновение от власти своего всемогущего анализа |

Существует неопубликованный перевод Елены Владимировны Герье.